# Unico
Unico (яп. ユニコ, Yuniko) — серія манґи, написана та проілюстрована Осаму Тедзукою. Манґа виходила в журналі Lyrica видавництва Sanrio з листопада 1976 року по березень 1979 року і була зібрана у двох томах. Серіал розповідає про єдинорога, який використовує свою магію, щоб допомогти друзям з усього світу в різні часові періоди. Серія була намальована у західному стилі, опублікована в повному кольорі і читалася зліва направо.

## Сюжет
Юніко — молодий невинний самець-єдиноріг, який володіє особливою здатністю приносити щастя кожному, хто знаходиться поруч з ним. Історія починається в Стародавній Греції з молодої смертної дівчини на ім'я Психея. Вона стає першою подругою Юніко, і, очевидно, настільки красива, що богиня Венера починає ревнувати. Богиня пояснює красу Психеї своїм щастям і вирішує розлучити їх. Викравши Юніко під час змагання домашніх тварин, вона закликає другу зірку, Зефіра, також відомого як Західний Вітер. Західному Вітру наказано віднести Юніко крізь простір і час до Пагорба Забуття, де не буде спогадів про Психею, і де він блукатиме вічно. Західний Вітер жаліє Юніко і вирішує перелетіти через Пагорб Забуття та відправити його в різні місця в різні часові періоди. Юніко товаришує з людьми, яких зустрічає там, і допомагає їм досягти щастя, перш ніж Західний Вітер знову забирає його, щоб уникнути викриття з Венери, стираючи при цьому його пам'ять.
В аніме-фільмі 1981 року «Фантастичні пригоди Юніко» боги вважають, що тільки вони повинні мати здатність контролювати емоції інших, і вирішують, що Юніко має померти. Однак боги вважають, що покарання може бути надто суворим, і замість цього вирішили послати Західний Вітер, щоб схопити Юніко та віднести його на Пагорб Забуття. Дізнавшись про непокору Західного Вітру, вони посилають Нічний Вітер захопити Юніко.
У перезавантаженні серії єдинороги народилися з «таємної підводної течії життя», а дружба між Юніко та Психеєю посилає надихаючу силу між людьми в часі, розлютивши Венеру. Після тривалого часу перенесення Юніко в різні місця, Західний Вітер дослухається до шепоту, що обіцяє розірвати цикл, і відправляє єдинорога в сучасність.

## Персонажі
- Юніко (яп. ユニコ, Yuniko)

Дитинча єдинорога, що має здатність дарувати щастя кожному. Через те, що він розгнівав богів своєю здатністю поширювати щастя і любов, спогади Юніко часто стираються Західним Вітром і переносяться в різні місця та часові періоди, щоб уникнути виявлення Нічним Вітром та іншими богами (Венера в манзі та перезавантаженій серії).
Юніко доброзичливий до інших, навіть до антагоністів і лиходіїв, з якими він зустрічається в оригінальній манзі та інших медіа. Він отримує особливі здібності, коли хтось по-справжньому любить його, наприклад, він може витягати свій ріг і використовувати його як зброю, літати і перетворюватися на крилатого єдинорога.
У манзі він був домашнім улюбленцем Психеї, богині душі, і між ними виникло сильне кохання. Кохання Юніко та Психеї розлютило Венеру, яка намагається розлучити їх. Під час зустрічі з родичами в розділі «Візит до рідного міста» батьки Юніко розповідають, що він був їхньою першою дитиною і що вони дозволили йому залишитися з Психеєю через те, що вона піклувалася про єдинорога.
На ранніх ілюстраціях Тедзука зображував Юніко з чорним або темно-рожевим волоссям/гривою, а тіло — білим або синім. Його ротова порожнина також була пофарбована в білий колір. На пізніших зображеннях грива була рудою, а не рожевою, а все обличчя — синім. Його зіниці також спочатку були помаранчевими, але пізніше були змінені на синьо-зелені, починаючи з серії фільмів від Sanrio. У перезавантаженій серії він зображений з чорно-сірими зіницями. Волосся Юніко в оригінальній манзі, короткометражці 2000 року та перезавантаженій серії нагадувало кінську гриву, але з 1979 року має більш плаский, гуманоїдний стиль. Юніко також часто зображується з підведеними очима (зазвичай рожевого, помаранчевого або жовтого кольору), а іноді його можна побачити з бантом на розі.
- Чао (яп. チャオ, Chao)

Чорно-біла кішка, яка дебютувала в главі манґи «Кішка на мітлі» і мріє стати «Відьминою кішкою», щоб люди поважали її після того, як її покинули. У манзі вона вперше зустрічає Юніко, коли витягує його з ями з брудом і відмиває після того, як до нього причепилася отара овець. У фільмі 1981 року Чао подружилася з Юніко після того, як єдиноріг випадково потрапив до її кошика (який насправді є її домівкою), що плив вниз по річці. Після близьких стосунків зі Старою Леді (яку вона приймає за справжню відьму), Юніко таємно виконує її бажання стати людською дівчиною, але це тимчасово. Назавжди Чао стає людиною після того, як за допомогою Юніко рятує Стару Леді від утоплення.
В англомовному перезавантаженні манґи її звуть Хлоя. Вона була міською кошкою, яка врятувала Юніко від утоплення, а після того, як її покинув один з власників, вирішила знайти відьму, щоб залишитися з нею, щоб до неї краще ставилися. Перш ніж подружитися з Юніко, Хлоя навчає Дженкінса (в оригіналі манги — Шімашіма) поводитися як справжній сторожовий кіт. Після того, як Юніко висихає, вона розповідає йому, що її наставницею була Лілі, померла кішка, яка зробила її сторожовим котом. Наприкінці першого тому вона закохується в кота Тоста після того, як Юніко та лісові звірі врятували її від Байрона. Коли приїжджає Західний Вітер, вона стає свідком того, як Західний Вітер відновлює деякі забуті спогади Юніко. Перед від'їздом Юніко він дає Хлої та Тосту здатність чергувати людську та котячу форми. Після від'їзду Юніко вона разом із Тостом продовжує піклуватися про бабусю. Востаннє Хлою бачать, як вона розмовляє з Тостом про те, що не втрачає надії колись возз'єднатися з Юніко.
В оригінальній манзі та фільмі 1981 року вона носить великий червоний бант на голові, тоді як її сукня була чорного кольору і взута в червоні черевики після того, як вона набула котячого вигляду. У фільмі 1981 року її сукня була змінена на рожеву, і вона носила червоні черевики. Колір її волосся спочатку був світло-каштановим, але у повнометражному фільмі 1981 року його змінили на блакитний. У перезавантаженні їй додали вуса в котячій подобі, і вона носить червоний бант на шиї. Її людська форма в перезавантаженій серії зберігає чорну сукню з червоними лініями і білий фартух з оригінальної манги, але тепер вона носить білі легінси і червоні туфлі.
В японських інтерв'ю, зроблених перед своєю смертю, Осаму Тедзука заявив, що Чао була створена і задумана на честь його старшої дочки Руміко Тедзука, коли вона була дитиною.
- Акума-кун/Чортеня (яп. 悪魔くん, Akumakun)

Молодий біс/демон і син Люцифера, який з'являється у фінальній главі манґи «Юніко і самотність». Він особливо неслухняний і вимогливий, коли справа доходить до гри з Юніко. Чортеня відмовляється дружити з Юніко, поки той не віддасть йому свій ріг. Юніко дозволяє йому взяти ріг, але обіцяє повернути його до кінця дня. У манзі він зображений з чорним волоссям і зеленим тілом, тоді як у фільмі 1981 року Акума-кун зображений з темно-каштановим волоссям і синім тілом.
У манзі, після того, як Юніко віддав Чортені свій ріг, демон руйнує саморобний будинок Юніко і обманом змушує його спробувати гарячу їжу, яку можуть переносити лише демони, що призводить до падіння Юніко в океан. У фільмі 1981 року, після жорстокого поводження з Юніко, він змушує лоша впасти в океан. І в манзі, і в фільмі 1981 року Акума-кун отримує від Юніко свій власний ріг після того, як той каже йому, що врятував його з любові (у що Акума-кун спочатку не вірить). У фінальній сцені манги він помічає, що Юніко зник після того, як Західний Вітер забирає його після того, як Венера дізнається про зраду Західного Вітру.
У фільмі 1981 року він допомагає Юніко врятувати Чао від Барона Привида після того, як його покликав переможений Юніко. Після того, як Юніко тимчасово гине від жахливої форми Барона, Чортеня вирішує зняти свій ріг і надягає його на Юніко в надії повернути його до життя. Після того, як Юніко перемагає Барона, він стає свідком того, як Західний Вітер забирає Юніко назавжди. Врешті-решт, він переслідує Юніко та Західний Вітер, піднімаючись на найвищу гору та найвище дерево, і гнівно кричить Західному Вітру, щоб той повернув його назад. В останній раз Юніко спілкується з Чортеням, чарівним чином даруючи йому ще один ріг, перш ніж назавжди попрощатися і з Чортеням, і з Чао.
- Піро/Марс (яп. ピロ, Piro)

Молодий сфінкс, який вперше з'являється в главі манги «Казка про ікла Афін». У нього зелене волосся і кінчик хвоста, тоді як решта шерсті бежевого кольору (іноді зображується з помаранчевим хутром). У манзі Піро вперше зустрічається з Юніко після того, як його мати забирає його до свого дому в печері після того, як він не відповів на її загадку. Після того, як Юніко дізнається, що мати Піро померла після нападу Едіпа за те, що він відгадав її загадку, він стає сиротою, поки Юніко не вирішує стати для нього батьком, пообіцявши зробити з нього «Сильного і хороброго Сфінкса». Юніко вчить його важливості самозахисту та сміливості. Ставши хоробрим і навчившись самозахисту, він вирішує зробити спеціальну піщану скульптуру своєї матері як данину пам'яті про неї перед тим, як Юніко розлучиться з ним.
У фільмі 1983 персонаж має жіночу стать, та її ім'я змінюється на Марс. Юніко та Чері вперше зустрічають Марс, коли шукають її матір серед групи немовлят-демонів, що плачуть. Поки її матері не було поруч, Марс стає союзницею Юніко, щоб допомогти перемогти Куруку і звільнити всіх від їхніх лялькових форм. Хоч Марс поводиться себе зухвало і називає Юніко «тупицею», вона мила і доброзичлива, коли Юніко стає сумно. Наприклад, вона розповідає йому, що Чері покинула його через кохання, щоб Юніко не спіткала доля її батьків.
У перезавантаженій серії Марс отримала редизайн, натхненний єгипетським стилем, де вона зображена з жовтою підводкою для очей і в головному уборі з третім оком (схованим за чубчиком). Вона також має таку ж синю палітру кольорів, як і її мати, де її хутро забарвлене в бірюзовий колір, а волосся і кінчик хвоста — в темно-синій. 
- Кон (яп. コーン, Koun)

Молода дівчина-єдиноріг і старша сестра Юніко з оригінальної манги, яка вперше з'являється в розділі «Візит до рідного міста». Вона має схожу зовнішність з Юніко, але має більш жіночний дизайн. Кон має тіло персикового кольору, помаранчеву або полуничну світлу гриву, блакитні очі, носить жовті повіки, а її хвіст білого кольору має унікальну форму порівняно з її братами та сестрами. На деяких роботах Тедзуки вона зображена з жовтим хутром. Вона також є найстаршою сестрою серед братів і сестер Юніко.
Кон вперше зустрічає Юніко після того, як Західний Вітер підвозить Юніко до його будинку, де вона з'являється з куща. Вона сильно закохується в Юніко і наполягає на тому, щоб подарувати йому «Квітку кохання», перш ніж її мати дізнається, що вона є родичкою Юніко, на її превеликий жах. Хоча Кон не проти дружити з братом, її серце розбите, і вона вирішує з'їсти якомога більше солодощів і тістечок, сподіваючись зробити себе гарнішою, що призводить до того, що вона товстішає. Перед тим, як Юніко покидає сім'ю, вона вирішує поцілувати його на прощання, перш ніж його забирає Західний Вітер, свідком якого вона стає наодинці. В епілозі глави пояснюється, що вона так сильно плакала через те, що Юніко пішов, що схудла і повернулася до своєї милої нормальної форми.

## Медіа

### Манґа
Unico публікувався в журналі Sanrio в журналі Lyrica з листопада 1976 по березень 1979. Він складається з восьми розділів і зібраний у двох томах, опублікованих Sanrio. Kodansha опублікував обидва томи як частину повної збірки творів Осаму Тедзуки.
Друга манґа була опублікована в журналі Shougaku Ichinisei (Першокласник) з 1980 по 1984 рік. Серіал розповідає про пригоди Юніко з хлопчиком Есуо та драконом Рагоном. У 1983 році 29 розділів було зібрано у 2 кольорові колонки, перш ніж усі 40 розділів були зібрані в одному чорно-білому томі в 1993 році як частину повної збірки творів Осаму Тедзуки.
У 2012 році Digital Manga Publishing успішно профінансувала Kickstarter для публікації повнокольорової манґи англійською мовою. У 2015 році компанія запустила другий Kickstarter, щоб передрукувати мангу.

#### Unico Awakening
Навесні 2022 року Tezuka Productions разом із дуетом ілюстраторів Гуріхіру та письменником Семюелем Саттіном запустили міжнародну кампанію на Kickstarter для фінансування нової манґи під назвою Unico: Awakening (ユニコ: 目覚めのおはなし, Unico: Awakening Story). Кампанія була повністю профінансована протягом 24 годин. Влітку 2023 року було оголошено, що початкові 162 сторінки першого тому було збільшено до 224 сторінок. 20 вересня 2023 року корпорація Scholastic оголосила, що серія манґи буде публікуватися під їхнім імпринтом Graphix з першим томом, розділ «Кішка на мітлі» було випущено 6 серпня 2024 року в Сполучених Штатах. Tezuka Productions і Scholastic також оголосили, що серію буде розширено до 4 томів, а також їх супроводжуватимуть збірник завдань і довідники. Попередній перегляд першого тому був проданий у рамках Дня безкоштовних коміксів 2024 4 травня.

### Аніме

#### Unico: Black Cloud, White Feather
У 1979 році, у той самий рік, коли манґа закінчилася, Юніко з'явився у анімаційному фільмі Kuroi Kumo Shiroi Hane (Чорна хмара, біле перо), пілотному фільмі на екологічну тематику (для запропонованого аніме-серіалу), який пізніше було випущено безпосередньо у відео. 

#### Unico
Хоча телевізійний серіал не було прийнято, Unico було адаптовано до двох повнометражних аніме-фільмів виробництва Sanrio та Tezuka Productions з анімацією Madhouse Studios.
Перший фільм під назвою Unico вийшов на екрани японських кінотеатрів 14 березня 1981 року, у Мексиці на Canal de las Estrellas 27 вересня 1982 року та прямо на відео у Сполучених Штатах компанією RCA Columbia Pictures Home Video 12 травня 1983 року. Цей музичний фільм, озвучений співачкою і авторкою пісень Ірукою, зрежисований Тошіо Хіратою, з автором сценарію Масакі Цуджі та анімації Йошіакі Каваджірі, адаптує глави «Юніко і самотність» та «Кішка на мітлі».

#### Unico in the Island of Magic
Морібі Мурано став режисером другого фільму під назвою Maho no Shima e (яп. ユニコ 魔法の島へ, На острів магії) який вийшов на екрани японських кінотеатрів 16 липня 1983 року, за п’ять днів до виходу першого фільму «Босоногого Гена», у якому було задіяно багато тих самих працівників.

#### Saving Our Fragile Earth: Unico Special
Saving Our Fragile Earth: Unico Special — короткометражний анімаційний фільм 2000 року з Юніко в головній ролі, створений спільно з Японією та Китаєм. Юніко озвучила Араселі Арамбула в іспанському дубляжі, а Акіко Яджіма озвучила персонажа в оригінальній японській версії.

### Інші появи
Юніко має епізодичну роль в кількох епізодах телесеріалу Black Jack, адаптованого за манґою Black Jack.
Юніко також з’явився в грі Game Boy Advance Astro Boy: Omega Factor, де він дає можливість Астро Бою можливість тепло і ніжно поговорити з доктором Тенмою, його батьком. Юніко також з'являється в манзі про Астро Боя у вигляді персонажа з коміксу. За сюжетом, він надихає доктора Фулу на створення нового робота: механічного єдинорога.
Юніко також можна побачити в короткому камео в Columns GB: Osamu Tezuka Characters для Game Boy Color.
Фільми Unico були спродюсовані компанією Sanrio, тому деякі персонажі Sanrio, такі як Hello Kitty, Tuxedo Sam та Little Twin Stars, з’являються у фільмах у епізодичних ролях.
Юніко зіграв разом із Піноко в короткометражному мультфільмі «Лісові пригоди доктора Піноко» 2005 року. У короткометражці Юніко озвучила Руміко Тедзука, старша дочка Осаму Тедзуки.
18 лютого 2021 року Tezuka Productions і Kemono Friends спільно додали Юніко в японську мобільну гру Kemono Friends 3 як спеціального персонажа DLC. Персонаж отримав гуманізований дизайн і був зображений як жінка.

## Сприйняття
Пишучи для Anime News Network, Шейнон К. Гарріті назвала Unico «гарною манґою», зазначивши, що «ілюстрації схожі на комікс-версію найкрасивішого фільму Disney, який ніколи не був знятий».